# Buurse

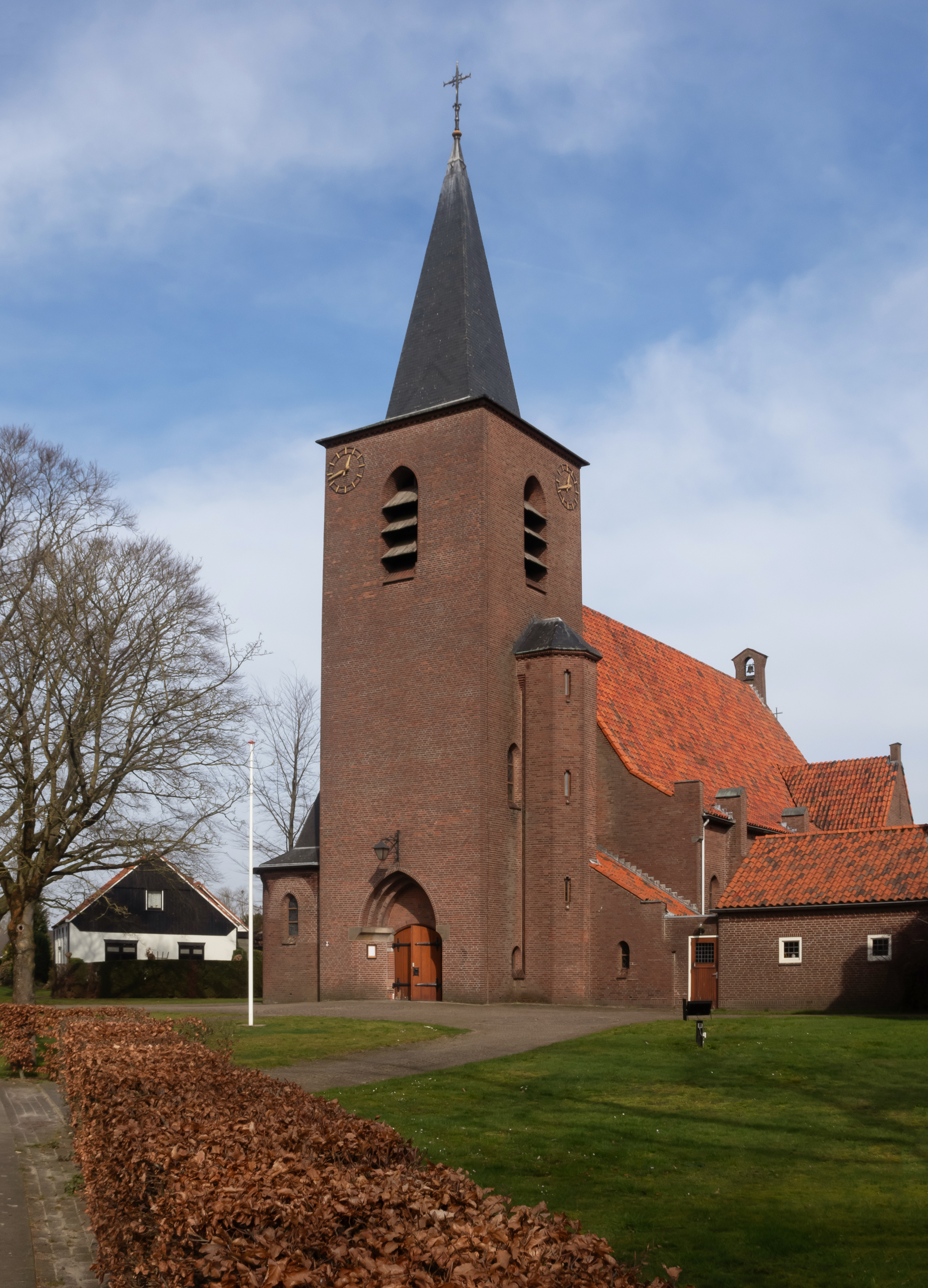
Rooms Katholieke parochiekerk

Buurse is een kerkdorp in de Twentse gemeente Haaksbergen in de Nederlandse provincie Overijssel. Het telt ongeveer 1500 inwoners. Het dorp Buurse heeft geen eigen postcode en plaatsnaam in het postcodeboek, voor de postadressen ligt Buurse daarom 'in' Haaksbergen. Buurse heeft één basisschool: BS Buurse. 

## Ligging
Buurse ligt ten zuidoosten van Haaksbergen, vlak bij de grens met Duitsland. Het dorp ligt aan de weg vanuit Haaksbergen richting Alstätte in de Duitse gemeente Ahaus, en in het Noorden aan de weg naar Enschede. Aan de noordzijde stroomt de Buurserbeek. Deze beek werd rond 1400 ten zuiden van Haaksbergen verbonden met de Schipbeek.
Vanwege het veelvuldige natuurschoon rondom het dorp, waaronder het Buurserzand, afficheert het dorpje zich wel als de Parel van Haaksbergen.
Buurse is de hoogstgelegen plek van de gemeente (circa 40 meter boven NAP). Er zijn bewijzen dat zich hier reeds 800 jaar voor Christus een nederzetting bevond op de vruchtbare gronden langs de Buurserbeek.
De Nederlandse schrijfster en dichteres in de Twentse streektaal Cato Elderink kwam vaak in Buurse omdat haar familie daar een boerderij bezat. Ook is Buurse in een groot deel van Noordrijn-Westfalen bekend vanwege de grote grenswinkel, die zich aan de weg naar Alstätte bevindt.

## Kerken
Het Nederlands-hervormde kerkje Maranatha bevindt zich aan de rand van de bebouwing, aan de doorgaande weg naar Alstätte. De grotere, rooms-katholieke parochiekerk Maria Praesentatie bevindt zich in de nieuwe dorpskern.

## Galerij

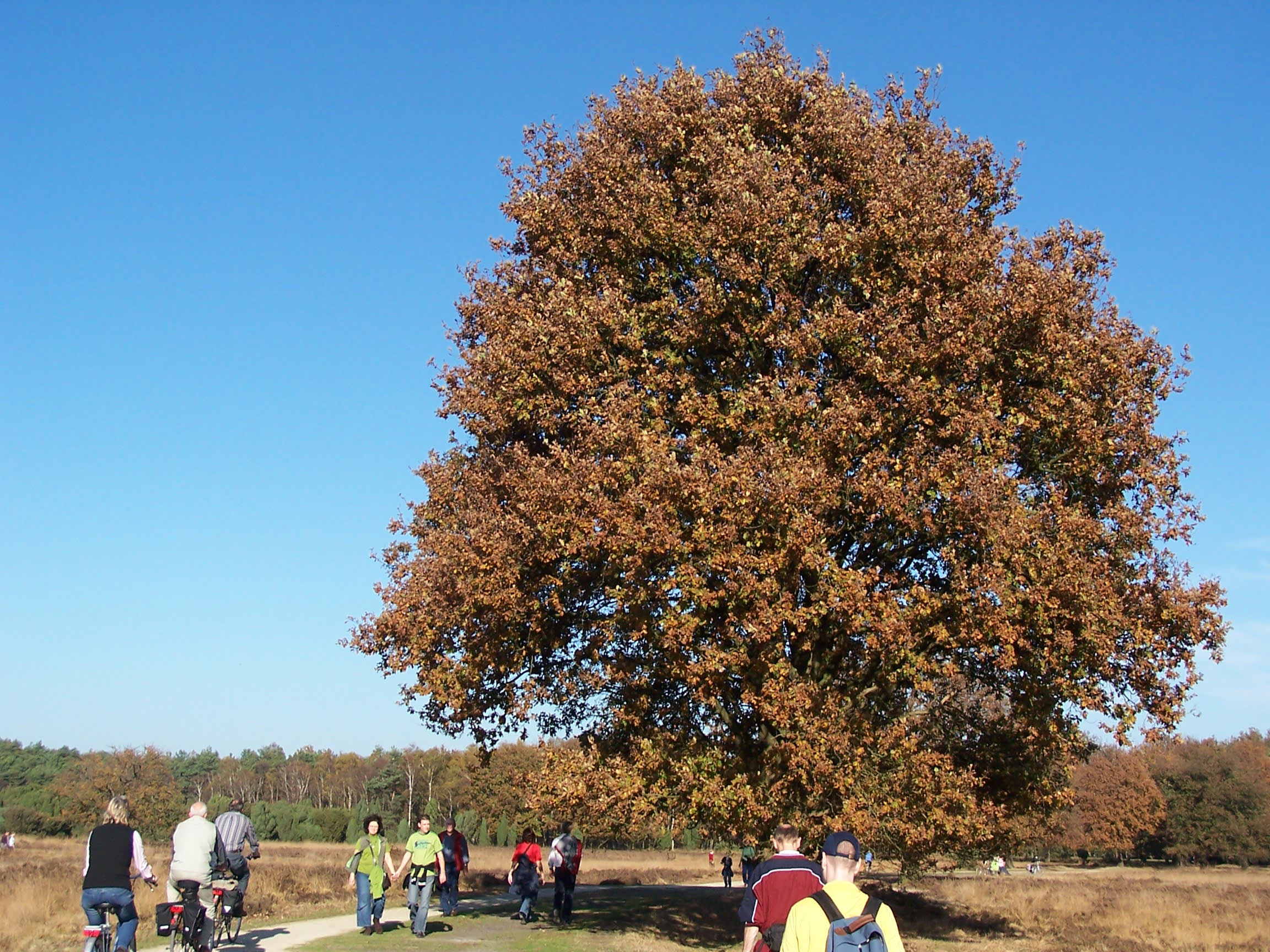
Buurserzand in de herfst
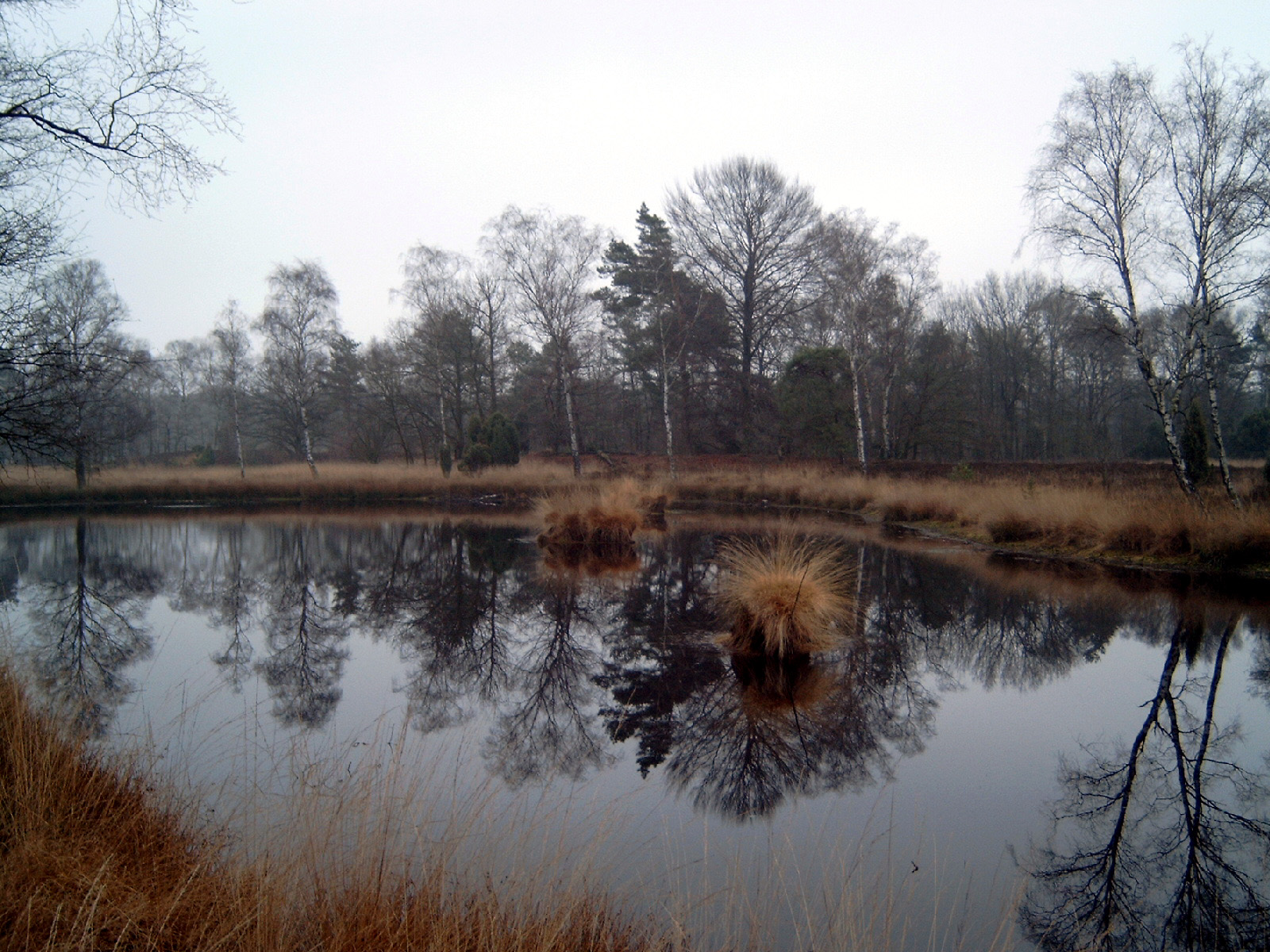
Een ven in het Buurserzand, even ten noorden van de dorpskern.
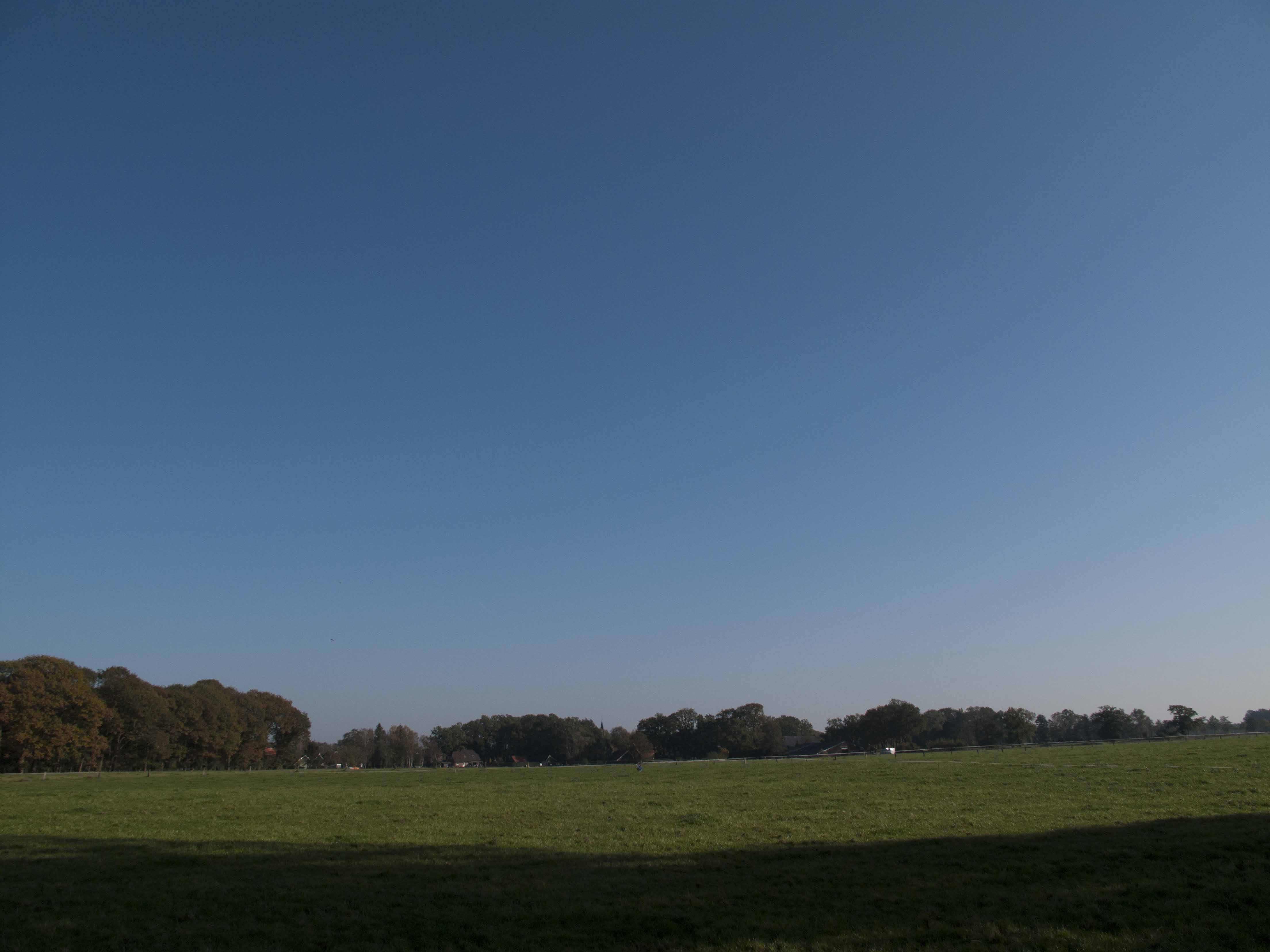
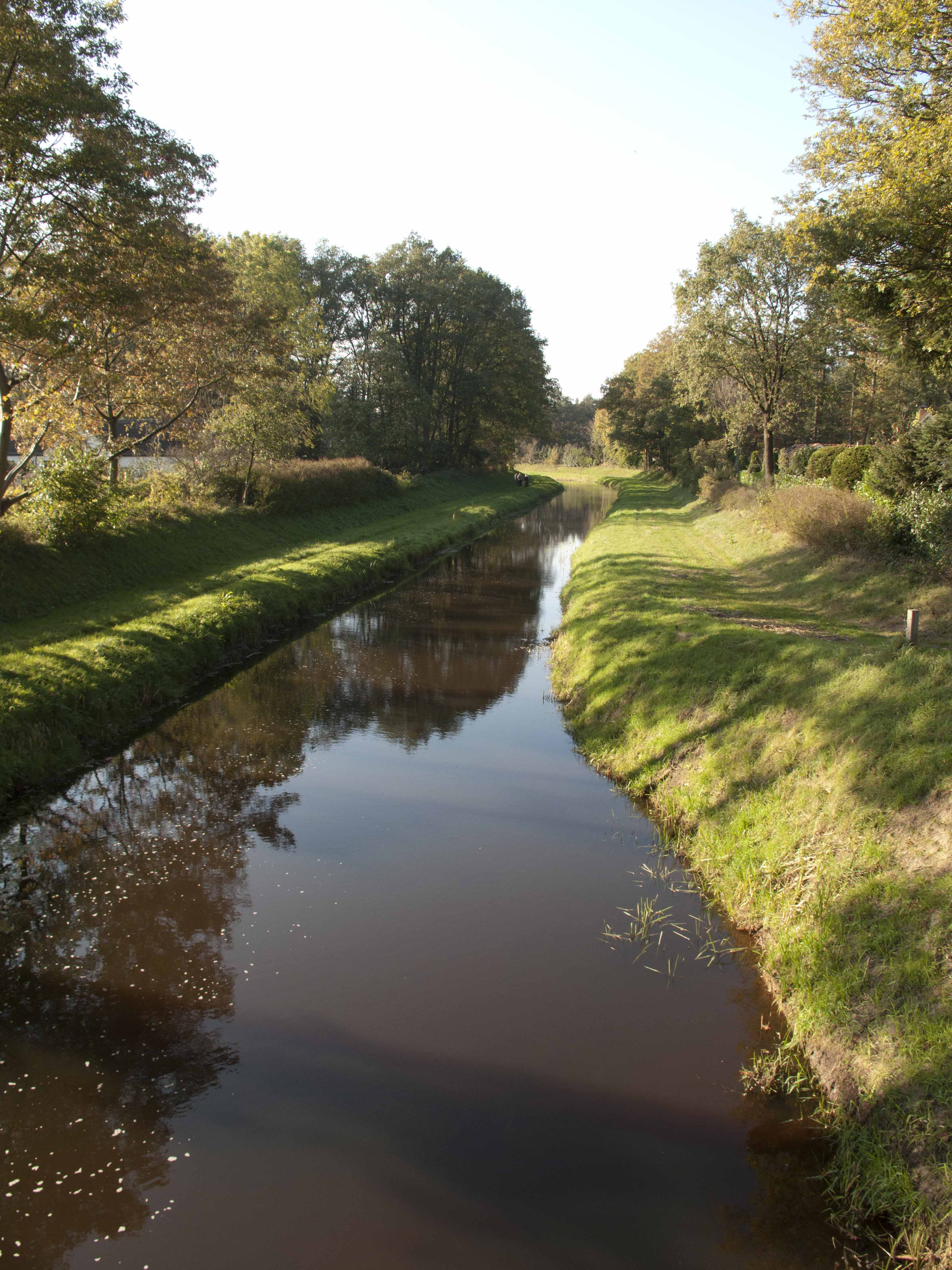
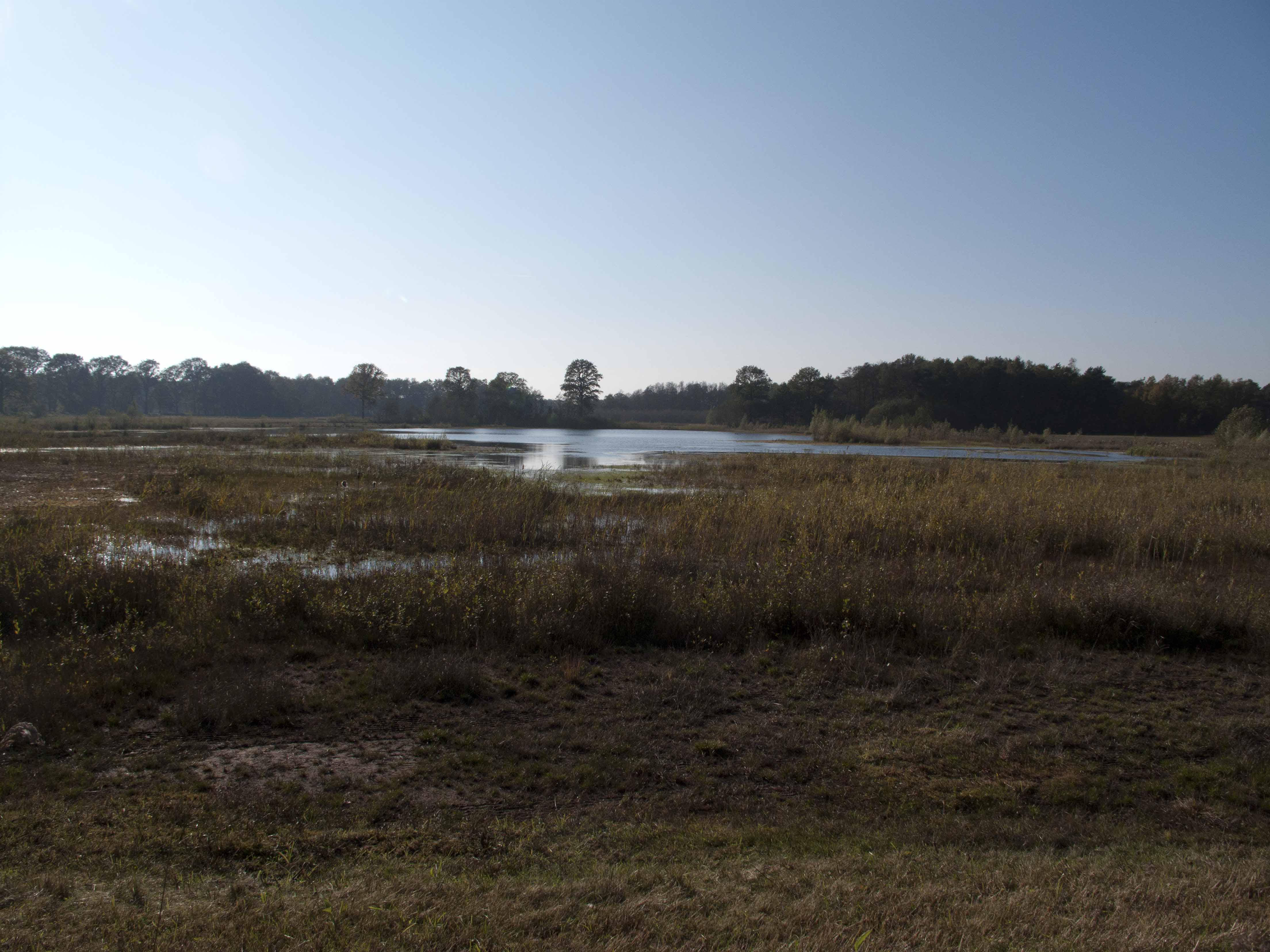
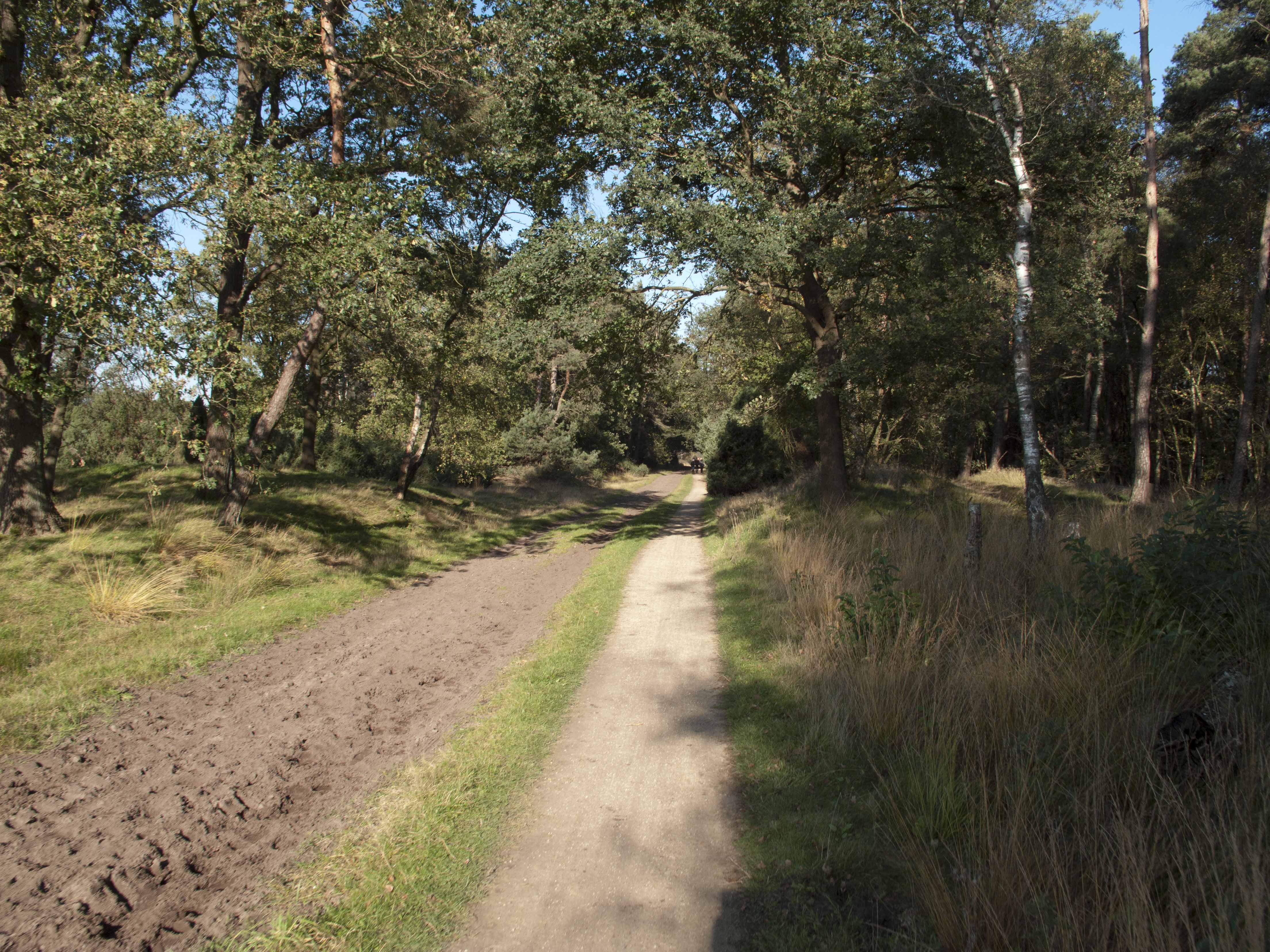
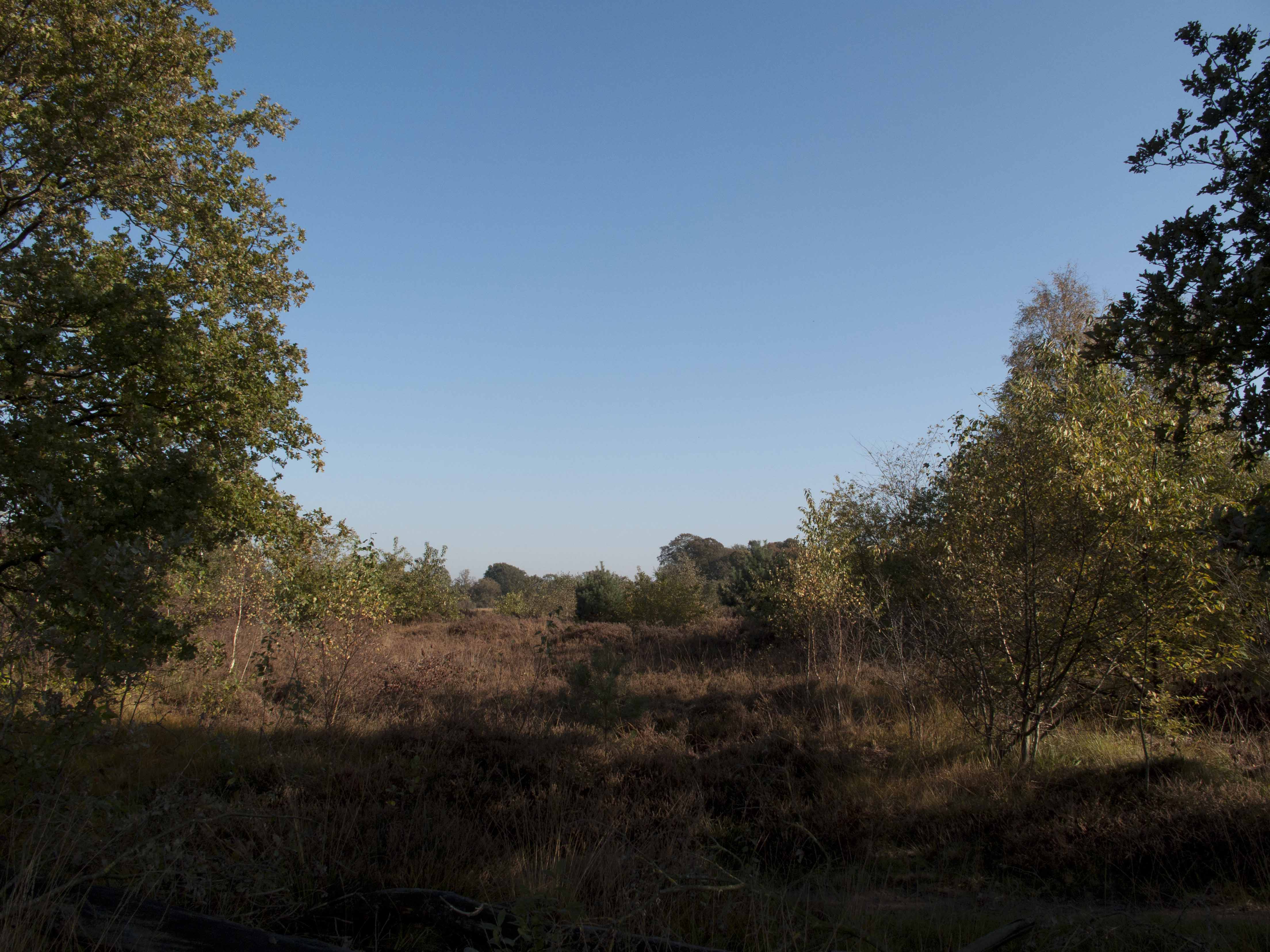
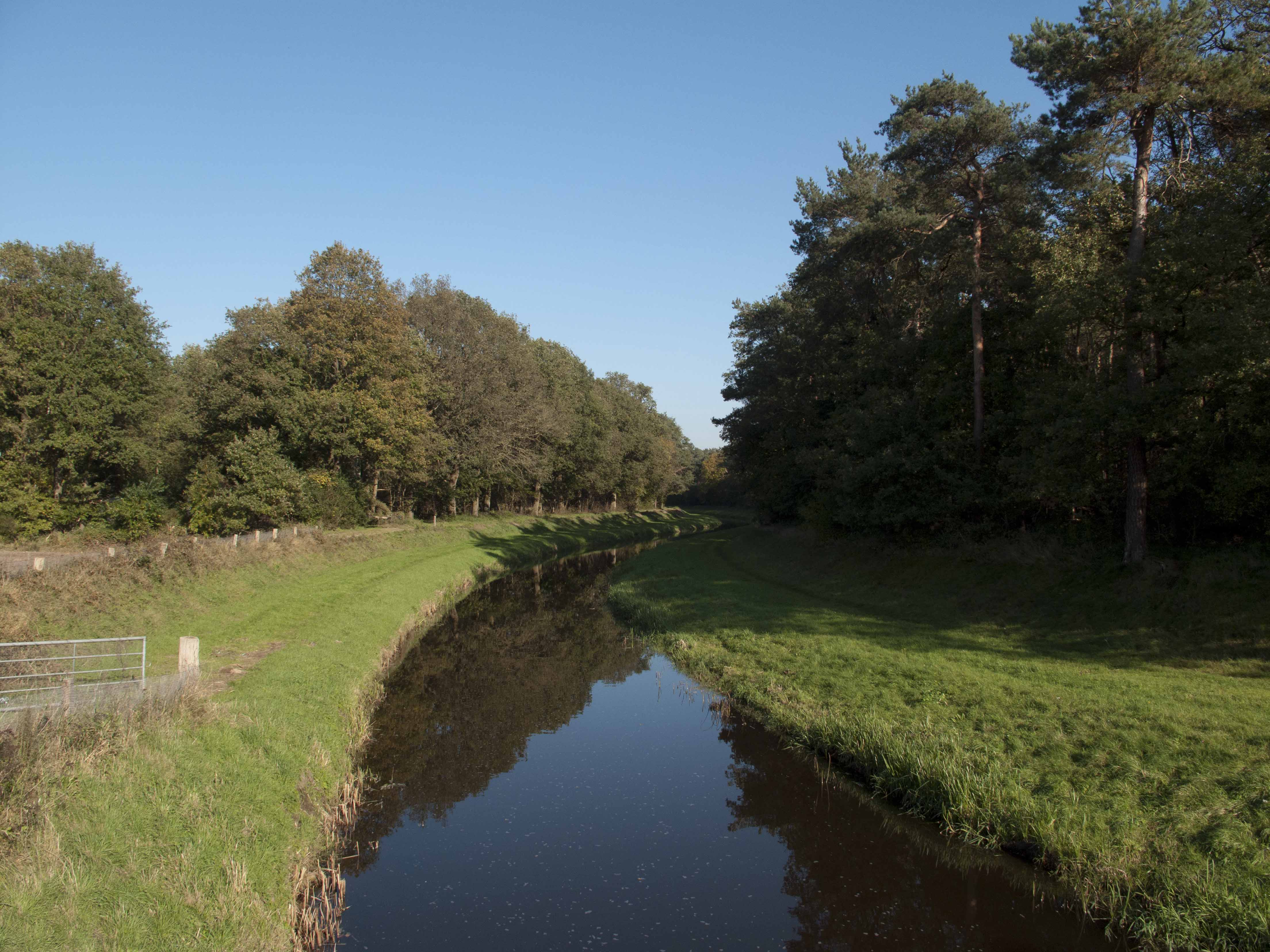
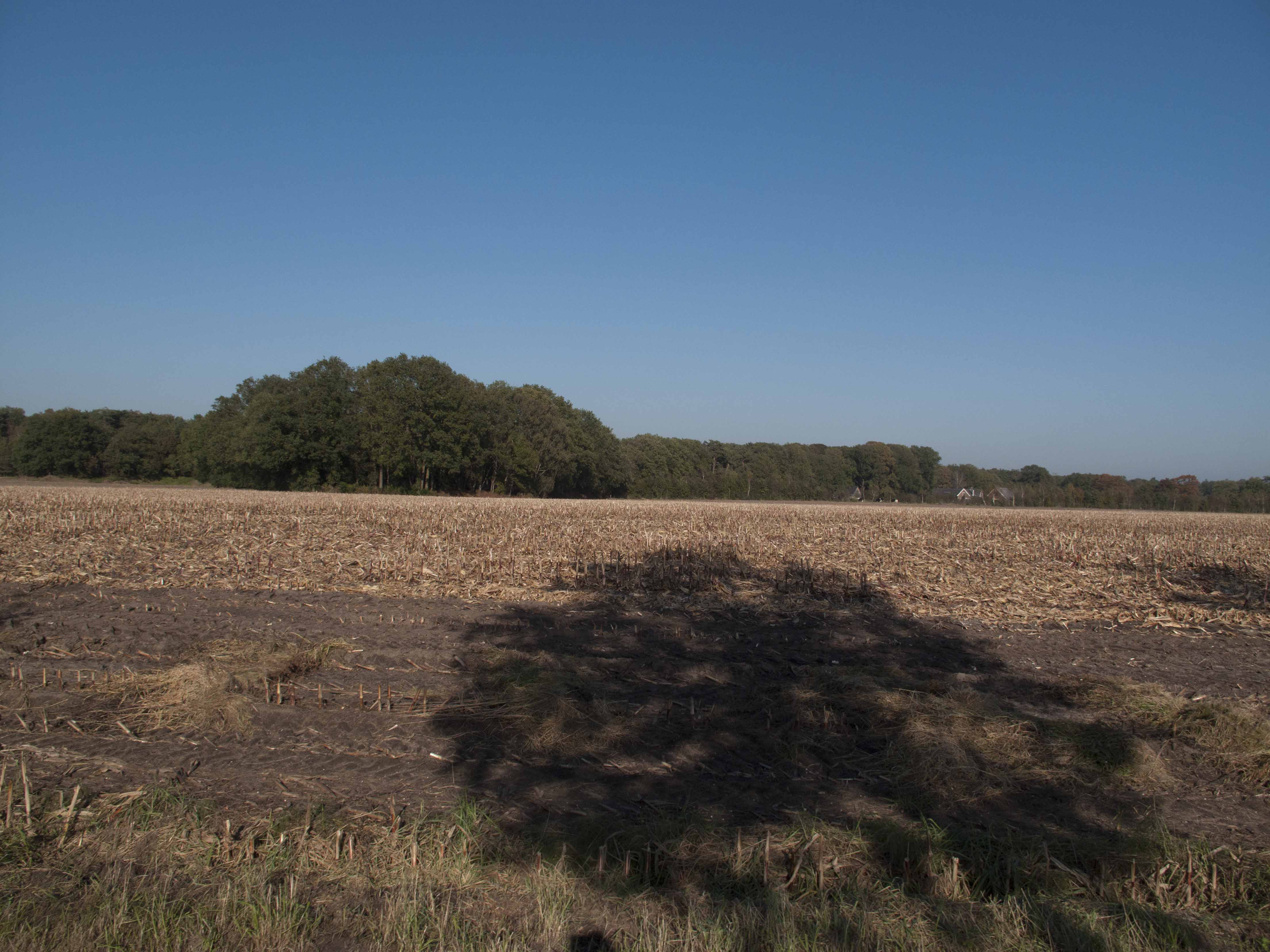